# 坂出インターチェンジ

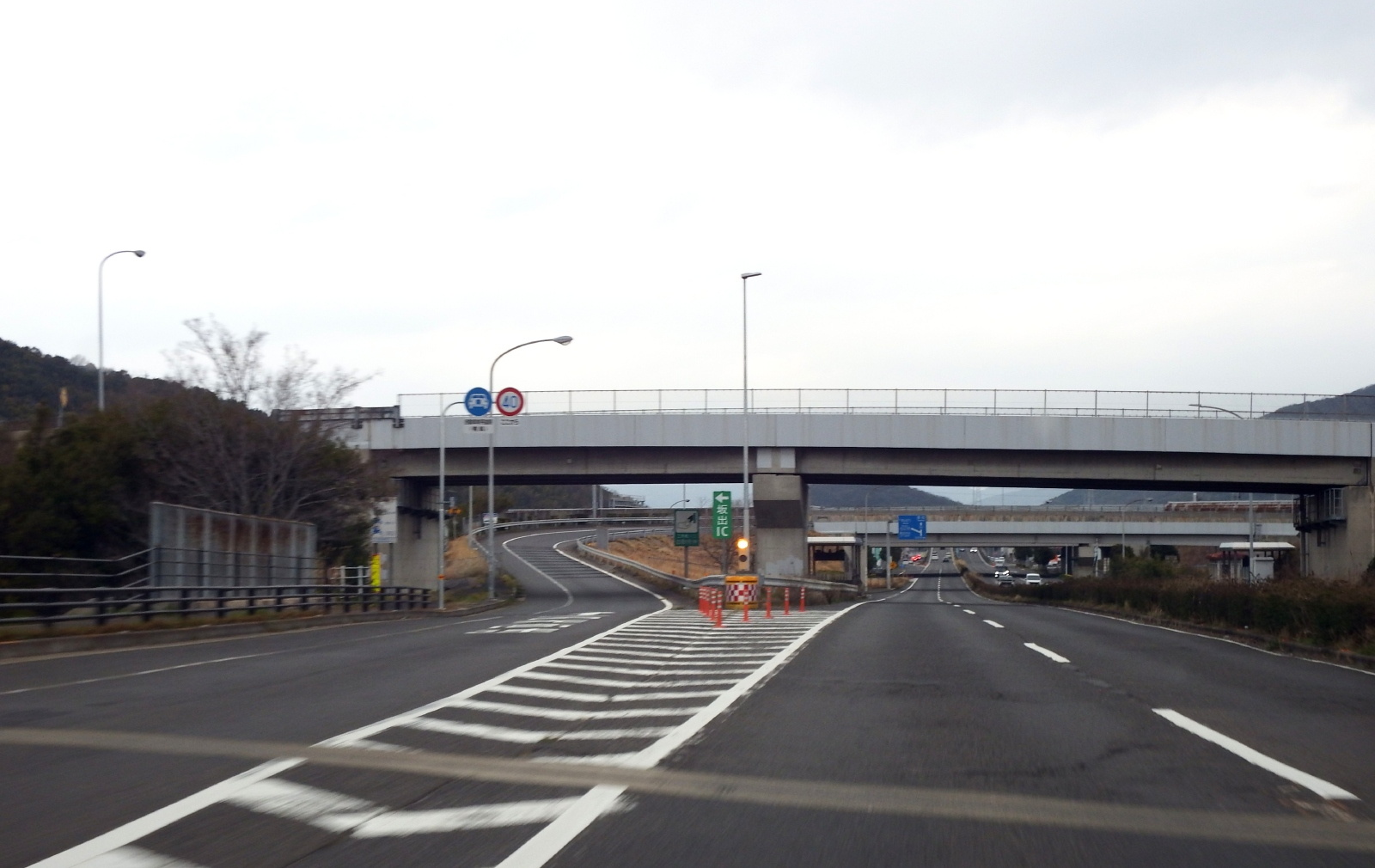
坂出インターチェンジ西側入口

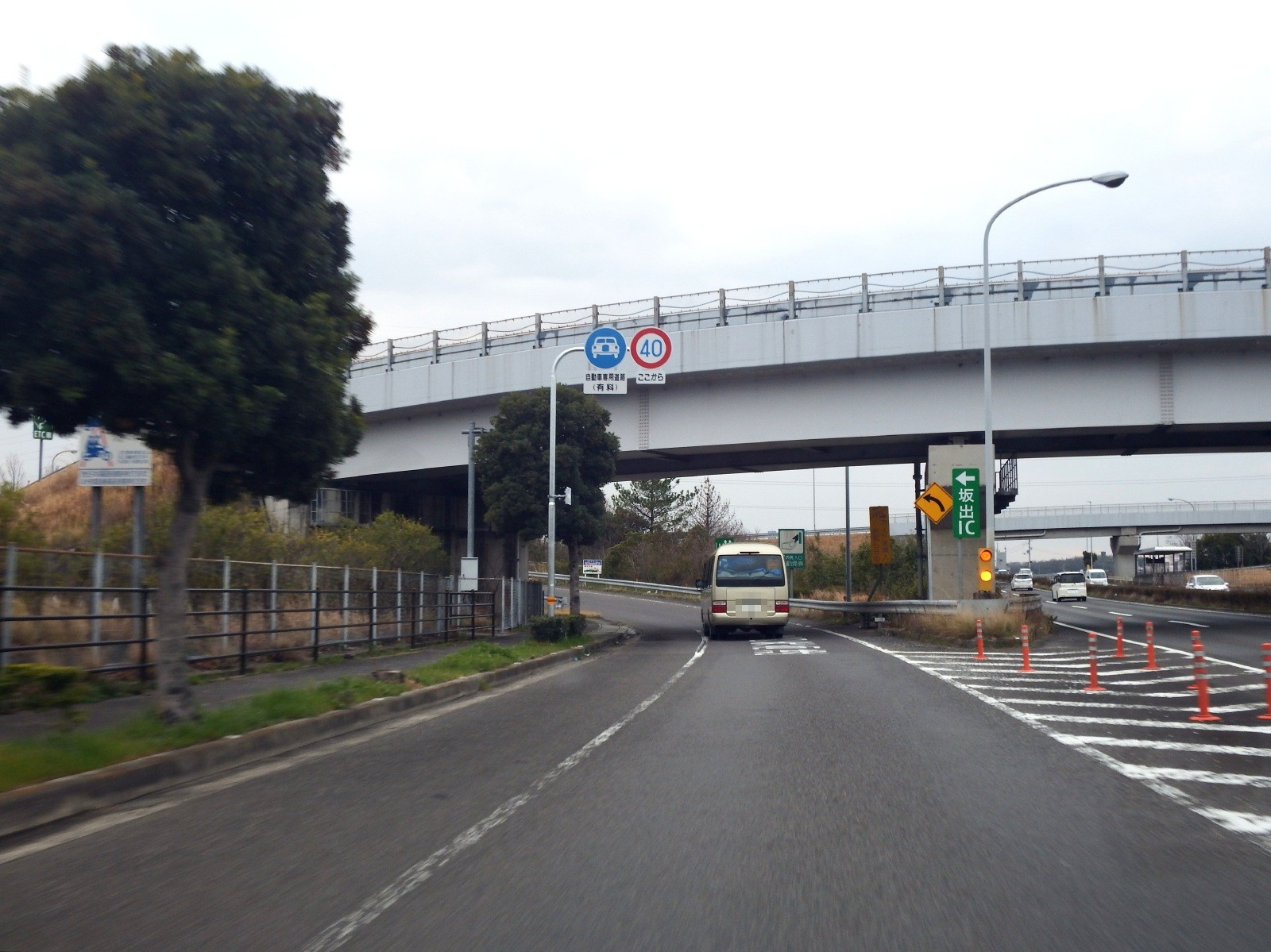
坂出インターチェンジ東側入口

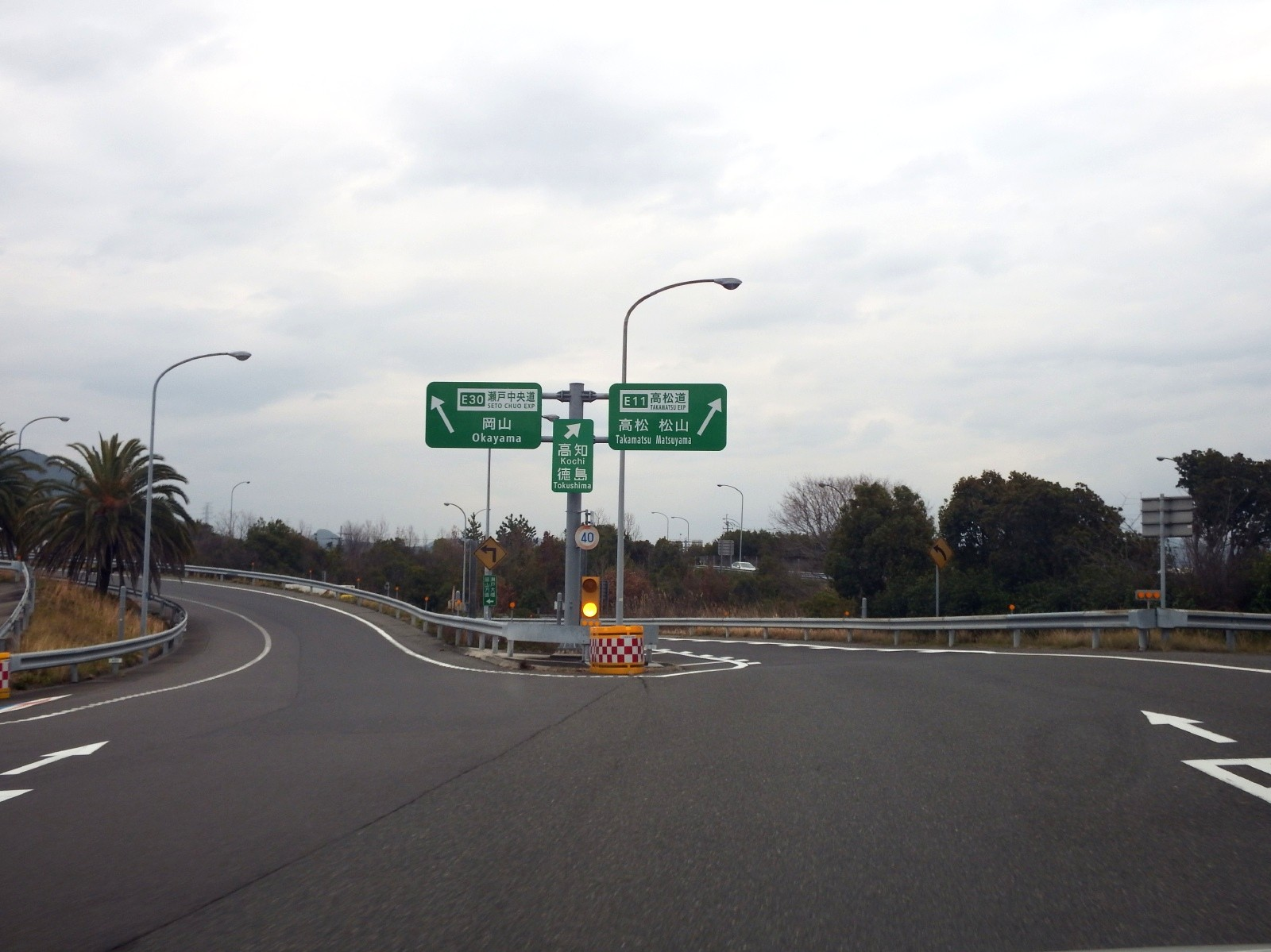
坂出インターチェンジ本四分岐

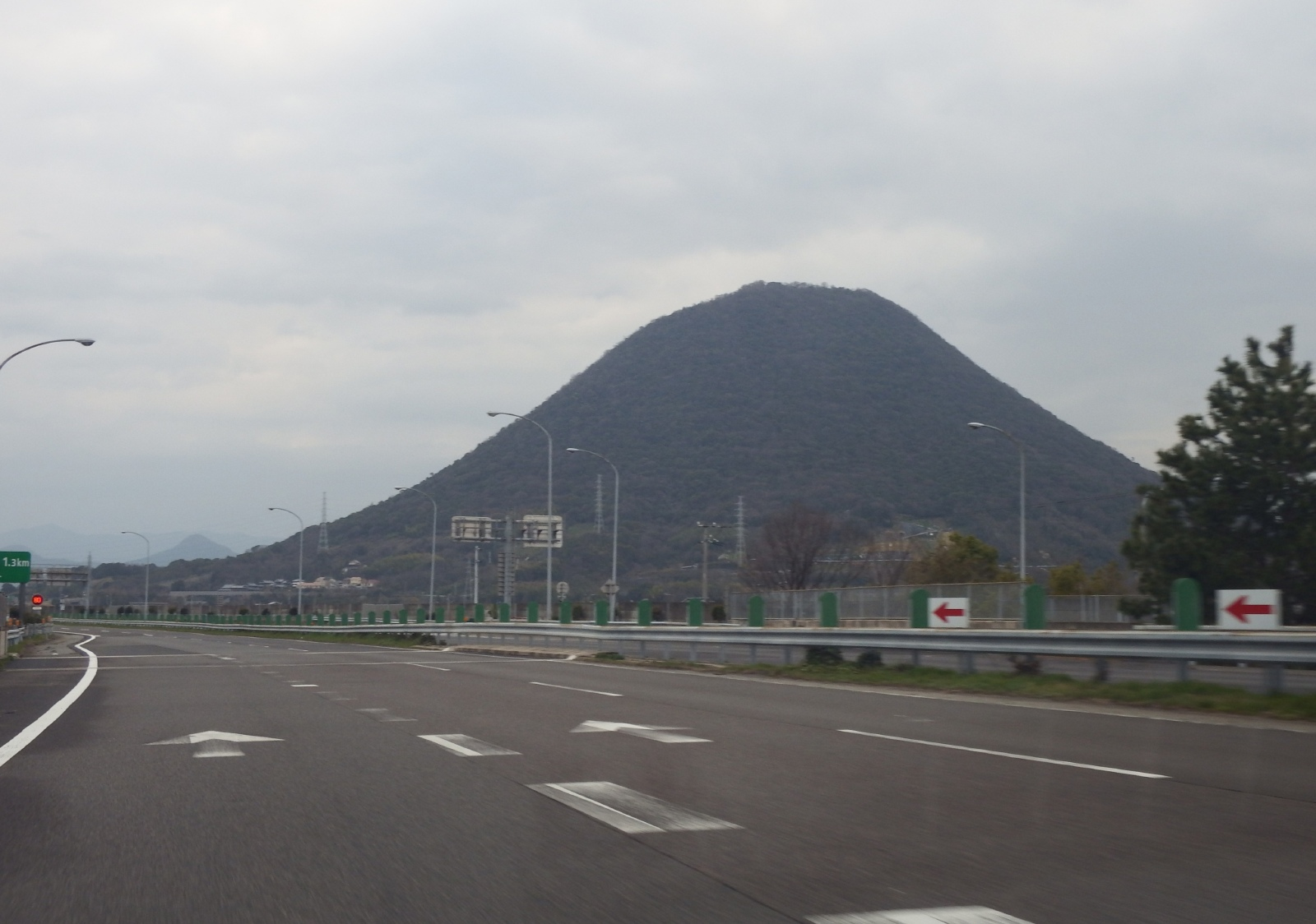
坂出ICから坂出JCTへ向かう

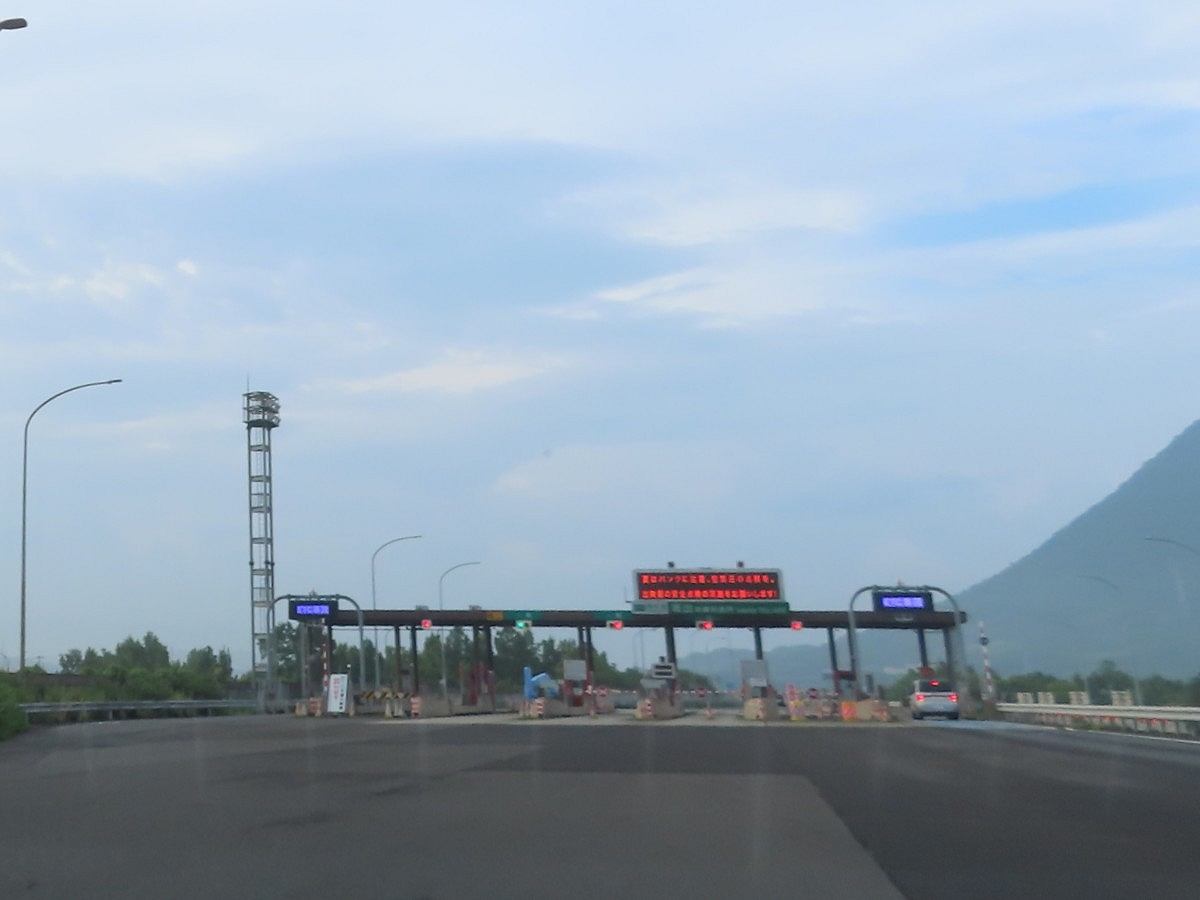
坂出本線料金所

坂出インターチェンジ（さかいでインターチェンジ）は、香川県坂出市川津町にある瀬戸中央自動車道と高松自動車道のインターチェンジ (IC) である。
当ICに併設する坂出本線料金所（さかいでほんせんりょうきんじょ）と、当IC近くの国道11号沿いに設置されている坂出インターバスターミナル（さかいでインターバスターミナル）についても記述する。

## 概要
北隣の坂出北ICは岡山県（本州）側の早島IC/TB方面のみ利用可能なハーフインターチェンジであるため、当ICが四国側の最終出口となる。そのため、誤進入を防ぐために、四国側最終出口であることを示す標識が複数設置されている。また、瀬戸大橋が異常気象などで通行止になった場合の対策として、本州側の児島ICに信号機があるのに対し、当ICでは信号機が設置されていない。
当ICの坂出ジャンクション (JCT) 方面（南行き）は本州四国連絡高速道路株式会社（JB本四高速）から西日本高速道路株式会社（NEXCO西日本）の管理区間になる関係で、本線料金所が設置されている。従って本州側から四国側へ向かう場合には、一旦この本線料金所で瀬戸中央自動車道の区間料金を支払い、再度NEXCO西日本の高松自動車道の通行券を受け取ることになる。各高速道路会社の距離は通算されているので、本州内の高速道路料金は出口料金所で一括して支払う。
開通当時は、本州四国連絡橋公団（本四公団、現在のJB本四高速）と日本道路公団のゲートが分かれており、入口における通行券発行は本四公団側が手渡しで、日本道路公団側が自動発券機で行われていたが、2001年（平成13年）3月に本四公団に一体化された。
JB本四高速の坂出管理センターと香川県警察の高速道路交通警察隊の本部が当IC料金所に設置されている。
また、計画当初の仮称は「坂出南インターチェンジ」であった。
キロポストは当ICを境に、坂出JCT方面へ向かって500KPから設置されている。

## 歴史
- 1988年（昭和63年）4月10日 : 瀬戸中央自動車道の早島IC/TB - 坂出IC間が開通。
- 1992年（平成4年）4月19日 : 高松自動車道 坂出支線の坂出JCT - 坂出IC間が開通し、坂出本線料金所が供用。
- 時期不明 : 坂出本線料金所の上り線（早島IC/TB方面）が廃止。

## 周辺
- 坂出インターバスターミナル
- 坂出市立坂出中学校
- 坂出市立川津小学校

## 接続する道路
- 国道11号（坂出丸亀バイパス）

## 料金所
- 総ブース数 : 12

### 坂出IC料金所
- ブース数 : 8(入口側1ブースは常時閉鎖)

#### 入口
- ブース数 : 4
  - ETC専用 : 2
  - 一般  : 1
  - 閉鎖  : 1

#### 出口
- ブース数 : 4
  - ETC専用 : 1
  - 一般 : 3

### 坂出本線料金所（坂出JCT方面）
- ブース数 : 5
  - ETC専用 : 2
  - 一般 : 3

## 坂出インターバスターミナル
坂出インターバスターミナルは、綾歌郡宇多津町にあり、国道11号の津の郷交差点付近にJR四国バスが設置したバスターミナルで、パーク&バスライド用に43台の駐車スペースを備える。2009年（平成21年）4月1日より供用を開始した。なお、発券窓口（坂出インターバスプラザ）は2019年（令和元年）5月31日限りで閉鎖された。また、待合室も2020年（令和2年）7月26日限りで閉鎖され、待合室向かいにある前払い式駐車場10台分も同年8月31日限りで撤去された。
また、坂出IC料金所の入口側に高速道路用のバス停留所（坂出バスストップ）が設けられているが、供用開始以来高速バスが停車したことは全くない。坂出バスストップのために国道11号には地下道が設置されているが、現在は封鎖されている。

### 主な路線

#### オリーブ松山号
- 松山・高松・徳島 - 名古屋線（JR四国バス、JR東海バス）

#### 観音寺エクスプレス号
- 観音寺 - 神戸・大阪線（JR四国バス）

#### 高松エクスプレス広島号
- 広島 - 高松線（JR四国バス、JRバス中国）

## 隣
E30 瀬戸中央自動車道
(4)坂出北IC - (5)坂出TB/IC
E11 高松自動車道 坂出支線
(5)坂出TB/IC - (2)坂出JCT